# Enyimba FC
Enyimba International Football Club – nigeryjski klub piłkarski grający w pierwszej lidze, mający siedzibę w mieście Aba. Klub rozgrywa swoje mecze na stadionie Enyimba International Stadium, który może pomieścić około 20 tysięcy widzów.

## Historia
Klub Enyimba FC został założony w listopadzie 1976 roku przez jednego z najbardziej znanych działaczy sportowych w Nigerii, Sira Jerry'ego Amadi Enyeazu. Zespół na początku istnienia nie osiągał jednak znaczących sukcesów i w kraju zaczął liczyć się dopiero w latach 90. W 1990 Enyimba była jedną z założycieli profesjonalnej ligi w kraju. W swoim pierwszym sezonie zajęła 13. miejsce zdobywając 36 punktów. W 30 meczach wygrała 5 meczów, zremisowała 14 i przegrała 11. Zdobyła 25 goli i straciła 36.
W sezonie 1992/1993 Enyimba została zdegradowana do drugiej ligi. Na drugim froncie spędziła jednak tylko rok w wielkim stylu powracając do ekstraklasy. Zdobyła wówczas 96 punktów, co do dziś jest niedoścignionym rekordem w krajowych rozgrywkach.
W 1999 roku w Enyimbie doszło do dużych zmian. W stanie Aba nowym gubernatorem został Dr. Orji Uzor Kalu, prężny młody biznesmen, który poważnie zainteresował się klubem i zapewnił jej odpowiednie finanse na wzór Romana Abramowicza w angielskiej Chelsea F.C. chcąc tym samym zbudować najsilniejszy team w całej Afryce. Jednym z pierwszych działań nowego gubernatora była zmiana zarządu w klubie Enyimba i nowym prezydentem został Felix Anyansi Agwu. Dr. Kalu dotrzymał obietnicy i w 2001 roku klub pod wodzą trenera Godwina Koko Uwy wywalczył swoje pierwsze mistrzostwo Nigerii w historii.
W 2002 roku Enyimba jako mistrz Nigerii reprezentowała swój kraj w Afrykańskiej Lidze Mistrzów. Klub nie posiadał jednak odpowiedniego stadionu i mecze pucharowe musiał rozgrywać w mieście Calabar, leżącym niedaleko Aby. Pierwszy start w Lidze Mistrzów nie był jednak udany i zespół został wyeliminowany w drugiej rundzie przez drużynę z Wybrzeża Kości Słoniowej, ASEC Mimosas. Zaraz po starcie w Lidze Mistrzów Dr. Kalu postanowił przebudować stadion w Abie i po pewnym czasie Enyimba otrzymała całkiem przebudowany obiekt Enyimba International Stadium o pojemności 25 tysięcy widzów, posiadający zadaszenie, oświetlenie oraz elektroniczną tablicę wyników.
W 2002 roku Enyimba ponownie została mistrzem Nigerii będąc niemal poza konkurencją innych klubów. W 2003 jako mistrz kraju wystartowała w Lidze Mistrzów i została pierwszym od 38 lat klubem, który tego dokonał. Trenerem Enyimby był wówczas Kadiri Ikhana. W drodze do finału Enyimba pokonała w pierwszej rundzie Satellite FC Guinea z Gwinei 3:0 i 5:2 oraz w drugiej ASC Jeanne D'Arc z Senegalu 4:0 i 0:0. Po losowaniu grup w Kairze Enyimba trafiła do grupy A, w której zagrała z drużynami Simba SC z Tanzanii, ASEC Mimosas oraz Ismaily SC z Egiptu. Najpierw wygrała 3:0 z Simbą, następnie przegrała aż 1:6 z Ismaily. Po tej porażce zespół grał lepiej i dwukrotnie pokonał ASEC - 3:1 u siebie oraz 2:0 na wyjeździe. Kolejny mecz z Simbą Enyimba przegrała 1:2, ale pokonała u siebie Ismaily 4:2 i zajęła pierwsze miejsce w grupie. W półfinale zespół z Aby zremisował 1:1 w pierwszym meczu z Union Sportive du Medina z Algierii, a w rewanżu u siebie wygrał 2:1 i awansował do finału. Tam spotkał się z Ismaily, niedawnym rywalem z grupy. Pierwszy mecz Nigeryjczycy wygrali 2:0, w rewanżu przegrali 1:0 ale to oni zostali ostatecznym zwycięzcą Afrykańskiej Ligi Mistrzów.
Klub Enyimba nie spoczął jednak na laurach i rok później powtórzył tenże sukces pokonując w finale po rzutach karnych tunezyjski Etoile Sportive du Sahel. Dzięki obu sukcesom klub grał także w rozgrywkach o Superpuchar Afryki, który wywalczył w obu przypadkach.
Sukcesy te spowodowały, że zespół Enyimby zdobywał coraz więcej nagród. W 2003 roku został uznany najlepszym klubem na kontynencie, a trener Kadiri najlepszym trenerem. W 2004 roku ponownie najlepszym trenerem był Kadiri, a najlepszym bramkarzem oraz piłkarzem Ligi Mistrzów został uznany Vincent Enyeama.
W późniejszych latach Enyimba nie odnosiła już takich sukcesów w afrykańskich pucharach, laury zdobywała jedynie na krajowym podwórku - w 2005 roku uzyskała dublet - mistrzostwo kraju oraz puchar (swój pierwszy w historii).

## Aktualny skład
| Bramkarze | Bramkarze       |
| --------- | --------------- |
| 1.        | Rabo Saminou    |
| 18.       | Sani Ualira     |
| 40.       | Chijioke Ejiogu |

| Obrońcy | Obrońcy                   |
| ------- | ------------------------- |
| 2.      | Ismaël Alassane           |
| 3.      | Ugah Opara                |
| 12.     | Ajibade Omolade           |
| 4.      | Okey Odita                |
| 5.      | Obinna Nwokolo            |
| 14.     | Nojim Raji                |
| 20.     | Ekene Emigo               |
| 22.     | Oluwaseun Leonard Falodun |
| 23.     | Peter Ebibor              |
| 30.     | Monday Osagie             |
| 31.     | Odeh Ogar                 |

| Pomocnicy | Pomocnicy         |
| --------- | ----------------- |
| 6.        | Chidozie Johnson  |
| 7.        | Kola Anubi        |
| 8.        | Sam Ledor         |
| 9.        | Daddy Bazuaye     |
| 10.       | Mobi Oparaku      |
| 13.       | Oguchi Uche       |
| 16.       | Emmanuel Fabiyi   |
| 17.       | Kenneth Anyanwu   |
| 21.       | Kingsley Alvis    |
| 24.       | Samuel Chukwudi   |
| 25.       | Cletus Itodo      |
| 28.       | Josiah Maduabuchi |
| 29.       | Chinedu Ezimorah  |

| Napastnicy | Napastnicy   |
| ---------- | ------------ |
| 11.        | Uche Kalu    |
| 15.        | Eze Otorogu  |
| 19.        | Emeka Akueme |
| 26.        | John Owoeri  |

## Sukcesy
- Mistrzostwo Nigerii: 2001, 2002, 2003, 2005, 2007
- Wicemistrzostwo Nigerii: 2004
- Puchar Nigerii: 2005
- Afrykańska Liga Mistrzów: 2003, 2004
- Superpuchar Afryki: 2003, 2004